# Запорізька правда
«Запорíзька прáвда» — найстаріше[джерело?] видання Запорізької області, обласна україномовна газета. Власником і видавцем є Запорізька обласна рада. Газета зареєстрована управлінням у справах преси та інформації Запорізької обласної державної адміністрації 15 червня 2000 року. Реєстраційне свідоцтво: серія 33 № 384.
Тираж тижня, який вказаний у вихідних даних, — 20 000 екземплярів. Періодичність виходу: 3 рази на тиждень (вівторок, четвер, субота). Основні кольори — блакитний і білий. В кольорі — перша і остання сторінки сторінки. Четверговий випуск виходить з програмою ТБ на 20 сторінках, в кольорі — 1, 11, 12, 20 сторінки. У вівторок і четвер газета виходить у форматі А2, в четвер — А3.

## Історія
Перший номер газети «Запорізька правда» вийшов за юліанським календарем («старим стилем») 21 жовтня 1917 року, а за григоріанським календарем — 3 листопада 1917 року. Тоді вона видавалася під абсолютно іншою назвою — рос. «Александровская мысль».
За радянських часів це була партійна газета регіону (видавалася обласним комітетом КПРС). Мала назву «Червоне Запоріжжя». Відповідальним редактором у грудні 1943 року був призначений Шабалін О.Д..
Запорізька обласна рада є засновником газети «Запорізька правда». Згідно законодавства України, всі українські газети вимушені пройти реформу роздержавлення і Запорізька обласна рада зобов'язана вийти зі складу засновників. Після цього, журналістський колектив буде самостійним у складі засновників видання.
3 листопада 2017 року газета «Запорізька правда» відзначила 100-річний ювілей з моменту заснування. Незважаючи на те, що «Запорізька правда» дожила, за людськими мірками, до солідного віку, у неї є електронна версія. Новини цієї газети може почитати кожен бажаючий на її офіційному сайті. Електронна версія повністю ідентична друкованій. Матеріали відкриваються у форматі PDF, їх можна зберегти і переглянути на комп'ютері, планшеті, смартфоні чи іншому пристрої, який підтримує зазначений формат, або роздрукувати.